# Historyzm w Rosji
Historyzm w Rosji – zróżnicowany kierunek w nowożytnej i współczesnej architekturze rosyjskiej. Od lat 20. XVIII wieku architektura w Rosji ewoluowała z baroku i  klasycyzmu do architektury sentymentalnej, romantycznej, eklektycznej i historystycznej. Jako pierwsze pojawiły się historyzujące style: egiptyzujący, neogotycki i chinoiserie. Następnie były rozwijane style: narodowy (bizantyjsko-rosyjski lub neorosyjski), neobizantyński, neomauretański, neorenesansowy, neobarokowy, których elementy były często ze sobą swobodnie łączone. Niektóre style na przykład neoromański pojawiały się okazjonalnie, w odosobnionych przykładach. W XIX wieku pojawił się również eklektyzm i tendencje neoromantyczne w architekturze, a na początku XX wieku tzw. retrospektywizm. Za ostatni dominujący nurt w historyzmie rosyjskim bywa niekiedy uważana architektura socrealistyczna.
Style neorosyjski, neobizantyński i socrealistyczny, obok stylu klasycystycznego, zyskiwały status stylu oficjalnego w historii Rosji. Niektóre style historyzujące znalazły swoje odzwierciedlenie również w pozostałych dziedzinach sztuki i rzemiosła w Rosji, m.in. rzeźbiarstwie, malarstwie, grafice, meblarstwie, złotnictwie, ceramice.

## Styl egiptyzujący
Styl egiptyzujący pojawił się w Rosji w okresie baroku piotrowskiego. Najstarszym zachowanym przykładem jest fontanna Piramida w Peterhofie (1721–1724), której pomysłodawcom był Piotr I. Następował szereg obiektów w Petersburgu, Carskim Siole, Pawłowsku i Gatczynie: groby, obeliski, bramy i pomniki w kształcie piramid, mosty, rzeźby sfinksów, faraonów itd. W 1785 roku Nikołaj Lwow wybudował dzwonnicę cerkwi Świętej Trójcy w Petersburgu, mającą według różnych źródeł wynikać z inspiracji piramidą Cestiusza w Rzymie lub kształtem paschy. Podobnymi obiektami są cerkiew św. Mikołaja w Sewastopolu (1857–1870) i czasownia Aleksandra Newskiego w Moskwie (1891). Rozkwit stylu egiptyzującego nastąpił w okresie empire. Wybudowano m.in. pawilon egipski na dworze Golicynów w Kuźminkach (1813), hellenizującą świątynię piramidalną żołnierzy padłych przy wzięciu Kazania w 1552 roku, umiejscowioną na wyspie z własną przystanią (1813–1823), Wrota Egipskie Carskiego Sioła (1829), Most Egipski (1825–1826) i Przystań ze Sfinksami (1833–1834) w Petersburgu. W latach 1913–1914 Leonid Czerniszew wybudował budynek Muzeum Krajoznawczego w Krasnojarsku, stanowiący najbardziej kompleksowy przykład stylu egiptyzującego w Rosji.
Do dalszego rozwoju stylu egiptyzującego doszło w początkowym okresie radzieckim, od lat 20. do lat 50. XX wieku. Z okresu tego pochodzi m.in. Mauzoleum Lenina, egiptyzujące stacje metra w Moskwie i wejście główne do budynku MSZu w Moskwie.

## Chinoiserie i inne style
W II. połowie XVIII wieku pojawił się chinoiserie (kitajszczina) – eklektyczny styl w sztuce, wzornictwie i architekturze rosyjskiej nawiązujący do kultury chińskiej. Do najbardziej znaczących przykładów tego stylu w Rosji i całej Europie należy Chińska Wioska z Teatrem Chińskim i innymi obiektami w Carskim Siole, wybudowana na zamówienie Katarzyny II. Kolejnym przykładem jest rokokowy Pałac Chiński w Oranienbaumie (1762–1768). Elementem tego nurtu były tzw. chińskie pokoje w barokowych i rokokowych pałacach arystokracji rosyjskiej, np. Sala Chińska, Niebieski Pokój i pokój Aleksandra I w Wielkim Pałacu Jekateryńskim w Carskim Siole. Kolejne przykłady chinoiserie pojawiły się wraz ze wzrostem wymiany handlowej rosyjsko-chińskiej w XIX wieku, np. Jarmark Chiński w Niżnym Nowogrodzie, na którym były sprzedawane głównie towary chińskie.
Obok chinoiserie była rozwijana również autentyczna sztuka buddyjska. W latach 1909–1915 wybudowano świątynię buddyjską w Petersburgu. W prace nad jej projektem byli zaangażowani najprzedniejsi ówcześni orientaliści i architekci rosyjscy.
Do rzadkich przykładów eklektycznego stylu indosaraceńskiego należy świątynia hinduistyczna w Lachcie w Petersburgu.

## Styl neomauretański
Styl neomauretański pojawił się w okresie romantyzmu od lat 20. do lat 50. XIX wieku oraz od lat 80. XIX wieku do 1917 roku pod wpływem neoromantyzmu. Do głównych przykładów należą m.in. Pałac Woroncowa w Ałupce (1828–1855), Pałac Dulber w Mischoriu (XIX wiek, arch. Nikołaj Krasnow), Turecka Bania w Carskim Siole (1852) i Filharmonia w Odessie (1894–1898), która architektonicznym kształtem przypomina Pałac Dożów w Wenecji. Często był łączony z innymi stylami w ramach eklektyzmu: neoromanizmem, stylem neobizantyńskim (np. Teatr Cesarski w Tbilisi z 1896 roku, Tyfilijski Dworzec Kolejowy w Baku z lat 1878–1884), późnogotyckim stylem manuelińskim (np. Dom Morozowa w Moskwie z lat 1895–1899) i architekturą islamu.

### Synagogi neomauretańskie
W II. połowie XIX i na początku XX wieku styl neomauretański stał się stylem synagog carskiej Rosji, np. synagoga w Taganrogu (1859–1876), Synagoga Wojskowa w Rostowie nad Donem (1872), Wielka Synagoga Chóralna w Sankt Petersburgu (1893), Tomska Synagoga Chóralna (1902), Synagoga Chóralna w Samarze (1903–1908), niezachowana Synagoga Chóralna w Smoleńsku, Synagoga Czelabińska (1903–1905), Synagoga Chóralna w Mińsku (1906), Synagoga Halicka w Kijowie (1909). W stylu tym została wzniesiona również bożnica Tempel w Charkowie (1913), będąca największą synagogą Imperium Rosyjskiego i drugą pod względem kubatury w Europie (po Wielkiej Synagodze Budapesztańskiej).

### Meczety neomauretańkie
Charakterystyczne dla sztuki islamskiej w Rosji elementy ludowe i rosyjskie, a także tendencje eklektyczne (np. zaprojektowany przez Józefa Płoszkę meczet we Władykaukazie z 1908 roku, kazańskie meczety Azimowski, Burnajewski i Sułtanowski z 2. połowy XIX wieku) i modernistyczne (np. Meczet w Petersburgu z lat 1909–1921, arch. Nikołaj Wasiljew) odróżniają ją od islamskiej sztuki arabskiej czy tureckiej.

## Neoromanizm
Budowle w stylu neoromańskim pojawiały się w Rosji od XIX do początku XX wieku okazjonalnie, głównie na potrzeby protestanckiej mniejszości religijnej. Do najstarszych takich obiektów należą luterańskie kościoły w Petersburgu, np. Chrystusa Zbawiciela (1845–1849), św. Jana Apostoła (1859–1860), niemiecki kościół kalwiński (1862) i kościół św. Katarzyny (1863–1865), świątynie protestanckie w Moskwie (np. katedra św. Piotra i Pawła, 1903–1905), Saratowie (np. kościół św. Marii, 1878) i niektórych innych dużych miastach. Wyjątkowym projektem jest Synagoga Brodzka w Odessie (1840–1863) w stylu florencko-romańskim.
Wyjątek w ramach dzisiejszej Rosji stanowi obwód królewiecki usłany neoromańskimi, dawnymi obiektami niemieckimi, np. Baszta Dohna (1852–1853), Twierdza Fryderyka II Wielkiego (1843–1890), kościół Luizy w Królewcu (1899–1901). Neoromanizm niemiecki, zwłaszcza pruski, wpłynął w XIX wieku na niektóre projekty architektoniczne w stylu bizantyjsko-rosyjskim.
Do rzadkich przykładów radzieckiego neoromanizmu należy obserwacyjna Achunska Wieża w Soczi (1935–1936), wybudowana według projektu S. I. Worobjowa.

## Neogotyk
W przeciwieństwie do gotyku, styl neogotycki zadomowił się w Rosji bardzo wcześnie i znalazł szerokie zastosowanie w architekturze. Neogotyk pojawił się w Rosji w okresie panowania Katarzyny II (1762–1796) i początkowo bywał łączony z elementami baroku, klasycyzmu i groteski. Do czołowych architektów neogotyckich należeli: Georg Friedrich Veldten, Wasilij Bażenow i Matwiej Kazakow. Jednym z pierwszych przykładów neogotyku w Rosji jest luterańska Kircha Archangielska (1768). Neogotycki styl w sztuce rosyjskiej rozwinął się silnie w latach 70. XVIII wieku. Do najznaczniejszych przykładów należą: Pałac Czesmeński w Petersburgu (1774–1777), Pałac Piotrowski w Moskwie (1776), Wielki Pałac w Carycynie (1776), cerkiew Czesmeńska (1777) i cerkiew Włodzimierskiej Ikony Matki Bożej w Bykowie (1789). W przeciągu całego XIX i początku XX wieku pojawił się szereg nowo wybudowanych ruin, bram, niewielkich zamków i pałaców w duchu romantyzmu, np. Jaskółcze Gniazdo na Krymie (1911–1912). W latach 20. i 30. XIX wieku pojawiły się pierwsze budowle w stylu gotyku angielskiego, np. Cottage w Peterhofie (1826–1829), kaplica św. Aleksandra Newskiego w Peterhofie (1833) i dworzec kolejowy „Nowy Peterhof” (1857). Styl neogotycki bywał niekiedy łączony z innymi stylami, np. neobarokowym, neomauretańskim i neorosyjskim. Cechy eklektyczne z dominacją neogotyku noszą m.in. cerkiew Trójcy Świętej w Gus-Żeleznym (1802–1866) i dom Sewastianowa w Jekaterynburgu (1863).
Styl neogotycki stał się w XIX wieku stylem rosyjskich kościołów katolickich. Pierwszą świątynią katolicką w stylu neogotyckim był przypuszczalnie kościół św. Jerzego w Samarze (1854–1863). Najokazalszymi neogotyckimi świątyniami katolickimi wybudowanymi w europejskiej części Cesarstwa Rosyjskiego były katedra Niepokalanego Poczęcia Najświętszej Marii Panny w Moskwie (1899–1911) i kościół św. Mikołaja w Kijowie (1899–1909), a w części azjatyckiej kościół Najświętszej Maryi Panny we Władywostoku (1909–1921). Na przełomie XIX i XX wieku wielu rosyjskich architektów tworzących w stylu neogotyckim było polskiej narodowości, m.in. Tomasz Bohdanowicz-Dworzecki, Władysław Horodecki, Józef Płoszko.
Osobny rozdział stanowią dawne, niemieckie obiekty neogotyckie obwodu królewieckiego: bramy miejskie (m.in. Frydlandzka, Brandenburska, Rosgarteńska), kościoły (m.in. Świętej Rodziny w Królewcu, św. Wojciecha w Królewcu, Opieki Najświętszej Bogurodzicy w Królewcu), szpitale (np. św. Elżbiety w Królewcu, św. Jerzego w Królewcu) dom dozorcy mostów w Królewcu i inne.

## Neorenesans
Neorenesans w XIX wieku, podobnie jak neobarok, był stylem mniej lub bardziej łączonym z elementami innych stylów w ramach eklektyzmu. Do budynków z przeważającymi cechami neorenesansowymi należą m.in. dawny francuski kościół św. Pawła w Petersburgu (1839–1840, arch. Harald Julius von Bosse), Moskiewski Dworzec Kolejowy w Petersburgu według projektu Konstantina Thona (1844–1851) i Instytut Wawilowa w Petersburgu (1844–1850, arch. Nikołaj Efimow) i gmach dumy miejskiej w Petersburgu (1847–1852, arch. Nikołaj Efimow, później przebudowany). Do pierwszych w całości neorenesansowych budowli należy Pałac Władymirowski w Petersburgu (1867–1872) zaprojektowany przez Andrieja Huna oraz Pałac w Liwadii Nikołaja Krasnowa (XIX wiek).
W 2. połowie XIX wieku rozwinął się w Rosji styl châteauesque, nawiązujący do architektury renesansowych zamków Doliny Loary, m.in. Zamek Meyendorff w Poduszkinie (1874–1875) i Pałac Carski w Massandrze na Krymie (1881–1902).
Przykładem XX-wiecznej retrospektywnej architektury neorenesansowej jest dom Tarasowa w Moskwie (1912). Neorenesans obok neoklasycyzmu i innych stylów stał się po 1917 roku inspiracją dla rozwoju architektury socrealistycznej w Rosji Radzieckiej.

## Neobarok i neorokoko
Neobarok w XIX wieku był stylem mniej lub bardziej łączonym z elementami innych stylów w ramach eklektyzmu. Do budynków z przeważającymi cechami neobarokowymi należą m.in. Pałac Biełosielskich-Biełozierskich w Petersburgu (1846–1848), Pałac Alferaki w Taganrogu (1848) i dacza księżnej Zinaidy Jusupowej w Carskim Siole (1856). Pojawiły się również projekty neorokokowe Ippolita Monighettiego, np. wnętrza Pałacu Jekateryńskiego w Carskim Siole.
Powrót do czystych form barokowych nastąpił wraz z retrospektywizmem w latach 1900–1917. Wybudowano m.in. cerkiew Zmartwychwstania Chrystusa na Cmentarzu Smoleńskim w Petersburgu (1901–1903) w stylu baroku naryszkińskiego, cerkiew Opieki Matki Bożej w Plesziwecu (1902–1907) w stylu baroku kozackiego z wpływami modernizmu i czasownię przy soborze św. Samsona w Petersburgu (1909) w stylu baroku jelizawetyńskiego.

## Eklektyzm
Tendencje eklektyczne występowały w sztuce rosyjskiej od zawsze, jednak dopiero w XIX wieku eklektyzm zaczął stanowić odrębny, świadomy kierunek w architekturze. Wczesny eklektyzm w Rosji pojawił się w latach 30.–60. XIX wieku i dotyczył początkowo architektury głównie świeckiej, później także sakralnej. Wzorcowymi budynkami eklektycznymi są: Pałac Biełosielskich-Biełozierskich w Petersburgu z wyraźnie dominującym neobarokiem (1846–1848), katolicki kościół św. Piotra i Pawła w Moskwie (1839–1845) i sobór Chrystusa Zbawiciela w Moskwie (1839–1880) w stylu neorosyjskim. Czołowymi przedstawicielami wczesnego eklektyzmu są: Andriej Stackenschneider, Michaił Wykowski i Konstantin Thon, który stworzył eklektyczny styl neorosyjski, łączący w sobie elementy głównie staroruskie i klasycystyczne. Większość rosyjskich budowli neobarokowych lub neorenesansowych nosi cechy innych stylów, jednak były one początkowo wykorzystywane w poszczególnych projektach z osobna, nie współtworząc nowych form.
ro
Dojrzały eklektyzm w Rosji przypada na lata 70.–90. XIX wieku a czołowymi przedstawicielami tego nurtu są: Aleksandr Kaminski, Roman Klein, Alfred Parland, Aleksandr Pomierancew i Dmitrij Cziczagow. Styl ten charakteryzował się bogactwem dekoracji, podkreślającej reprezentatywne formy. Do tej pory używane z osobna różne style historystyczne zaczęły być łączone razem, tworząc nowe formy architektoniczne, głównie na licach budynków. Pojawiły się także bardziej oryginalne projekty, np. Wierchnije Torgowyje Riady (1890–1893), stanowiące splot stylu neorosyjskiego, neorenesansu i inżynierii strukturalnej Władimira Szuchowa. Do przykładów eklektyki sakralnej należy dzwonnica przy cerkwi Mądrości Bożej w Moskwie (1890). Eklektyzm pojawił się w Rosji również w architekturze wnętrz, meblarstwie i innych rzemiosłach artystycznych, czerpiąc pod koniec XIX wieku liczne wzory z modernizmu i jednocześnie samemu na niego oddziałując.

## Styl narodowy (neorosyjski)
Początki poszukiwań rosyjskiego stylu narodowego sięgają okresu romantyzmu. W 1824 roku został wydany pierwszy w historii Rosji album 31 urzędowo zatwierdzonych projektów sakralnych w duchu klasycyzmu. W 1826 roku Świątobliwy Synod pod naciskiem opinii publicznej zwrócił się do cara Mikołaja I z prośbą uzupełnienia albumu o nowe projekty, odwołujące się do dawnej architektury prawosławnej. Najstarszymi przykładami poszukiwań nowego stylu są rosyjska kolonia Alexandrowka w Poczdamie (1826–1827), cerkiew św. Aleksandra Newskiego w Poczdamie (1826–1829) i niezachowana druga cerkiew Dziesięcinna w Kijowie (1828–1842), zaprojektowane przez Wasilija Stasowa i noszące cechy m.in. dawnej architektury rosyjskiej oraz niemieckiego neoklasycyzmu.

### Neorosyjska architektura sakralna
Konstantin Thon stał się twórcą i pierwszym teoretykiem stylu neorosyjskiego, zwanego niekiedy „pseudorosyjskim”. Styl ten opracowany na prośbę Mikołaja I nawiązywał do staroruskich wzorów architektury z zachowaniem nowoczesnych elementów, głównie klasycystycznych. Zapoczątkowany przez Thona monumentalny i eklektyczny styl wpisał się w poszukiwania rosyjskiego stylu narodowego i cieszył się szeroką aprobatą do lat 70. XIX wieku. Do najważniejszych sakralnych projektów Thona należą: cerkiew św. Katarzyny w Jelizawethofie (1830–1837), sobór Wprowadzenia Matki Bożej do Świątyni w Petersburgu (1834–1842) i sobór Chrystusa Zbawiciela w Moskwie (1839–1880), stanowiący do dziś największą świątynię prawosławną na świecie. Projekty Thona zostały uznane w ukazie z 1841 roku za „zalecane” przy budowie prawosławnych cerkwi. Od lat 40. XIX wieku dochodziło do nasilania się krytyki eklektycznego, surowego i chłodnego stylu Thona oraz mniejszych lub większych odstępstw od jego projektów. Do wczesnych przykładów modyfikacji projektu Thona należy sobór Wniebowstąpienia Pańskiego w Jelcu (1845–1889). Mimo krytyki architektura Thona stanowiła ważny impuls w rozwoju sztuki rosyjskiej, który zwrócił uwagę budowniczych na tradycyjną architekturę prawosławną i wpłynął na formowanie się „czystego” stylu neorosyjskiego pod koniec lat 60. XIX wieku. Liczniejsze odwołania do stylu Thona pojawiły się ponownie w latach 1898–1917 oraz po 1991 roku.
Pomimo promocji sztuki bizantyjskiej rozpoczętej przez Mikołaja I w 1826 roku i ukazu z 1841 roku, w którym położono nacisk na stosowanie „w miarę możliwości” starożytnych wzorów bizantyjskich, styl Thona lat 30. i 40. XIX wieku nie wykazywał żadnych cech bizantyjskich świątyń. Styl neobizantyński wykształcił się w Rosji dopiero w latach 50. XIX wieku i od tego czasu bywał niekiedy łączony ze stylem neorosyjskim, np. w soborze metropolitalnym Świętej Równej Apostołom Marii Magdaleny w Warszawie (1867–1869, arch. Nikołaj Syczew) i soborze Aleksandra Newskiego w Niżnym Nowogrodzie (1868–1881).
W latach 40. XIX wieku Thon rozpoczął projektowanie nowych świątyń z rosyjskimi dachami hełmowymi, m.in. cerkiew Zwiastowania w Petersburgu (1844–1849) i sobór Narodzenia Bogurodzicy w Krasnojarsku (1845–1861). Aleksiej Gornostajew, zainspirowany dawną architekturą Rosyjskiej Północy, wzbogacił styl neorosyjski o kolejne tradycyjne elementy, odrzucając większość wzorów klasycyzujących Thona. Zaprojektował m.in. skit św. Mikołaja Monastyru Wałaamskiego (1851), sobór Zaśnięcia Bogurodzicy Ławry Świętogórskiej (1859–1868) i sobór Zaśnięcia Matki Bożej w Helsinkach (1862–1868).
Od końca lat 60. XIX wieku styl neorosyjski zaczął ulegać zróżnicowaniu na szereg wariantów nawołujących do odrzucenia sztuki Zachodu, czerpania wzorów z budownictwa ludowego, architektury rosyjskiej XVII wieku, ewentualnie dawnej architektury rosyjskiej z zachowaniem niektórych wpływów bizantyjskich, renesansu, baroku, klasycyzmu lub modernizmu. Do najważniejszych zabytków należą: sobór Aleksandra Newskiego w Niżnym Nowogrodzie (1867–1880), sobór Zmartwychwstania Pańskiego w Petersburgu (1883–1907), sobór Świętych Piotra i Pawła w Peterhofie (1895–1905).
W 1898 roku w architekturze sakralnej nastąpił ponowny zwrot ku klasycyzującej architekturze i zmodyfikowanego stylu Thona. Zostają wzniesione m.in. niezachowany sobór Objawienia Pańskiego w Moskwie-Dorogomiłowie (1898–1910), sobór Iwerskiej Ikony Matki Bożej Monasteru Pierierwińskiego (1904–1908), cerkiew-dzwonnica Zmartwychwstania Pańskiego na Cmentarzu Rogożskim (1907–1913), staroobrzędowa cerkiew św. Mikołaja Cudotwórcy w Moskwie (1914–1921).
W latach 1900–1917 w stylu neorosyjskim obserwowany jest retrospektywizm. Pojawiły się „czyste”, specjalnie podkreślane formy architektury staroruskiej łączone niekiedy z elementami modernizmu. Głównymi wzorami stały się dawna architektura pskowska i nowogrodzka z „białego kamienia”. Do zachowanych cerkwi należą sobór Zmartwychwstania Pańskiego w Twerze (1912–1913) i świątynia św. Piotra Metropolity Moskiewskiego w Petersburgu (1911–1912). Do głównych świątyń nawiązujących do budownictwa włodzimiersko-suzdalskiego należała cerkiew Chrystusa Zbawiciela na Wodach w Petersburgu (1910), która zarazem była najbardziej zbliżona do autentycznej architektury staroruskiej.
Od lat 80. XIX wieku do 1917 roku w neorosyjskiej architekturze sakralnej pojawił się trend modernistyczny, dotyczący głównie mniejszych projektów. Modernizm nie miał na celu zaprzeczania czy zrywania z rosyjską cerkiewną tradycją architektoniczną, lecz stanowił jej rozwinięcie poprzez stosowanie nowoczesnych rozwiązań technicznych i artystycznych w ramach tradycyjnych form.
Najstarszymi przykładami tego typu budowli są m.in. cerkiew Obrazu Chrystusa Nie Ludzką Ręką Uczynionego w Abramcewie (1881–1882) według projektu Wiktora Wasniecowa, niezachowana drewniana cerkiew Wszystkich Świętych w Nadieżdinsku (1896–1898), cerkiew św. Ducha w Tałaszkinie (1902–1905), cerkiew Zmartwychwstania Pańskiego w Sokolnikach (1903–1912), świątynia Św. Trójcy w Bałakowie (1908–1909), monaster Świętych Marty i Marii w Moskwie (1908–1911), cerkiew Opieki Najświętszej Bogurodzicy w Petersburgu (1912–1913), drewniana cerkiew Ikony Matki Bożej Kazańskiej w Wyricy (1912–1914), cerkiew Sergiusza z Radoneża na Kulikowym Polu (1913) i cerkiew Obrazu Chrystusa Nie Ludzką Ręką Uczynionego w Klaźmie (1913), będąca zarazem najstarszą żelbetową świątynią w Rosji.
Na początku XX wieku również niektóre cerkwie staroobrzędowców zaczęły być budowane w stylu modernizmu. Do najstarszych modernistycznych cerkwi staroobrzędowych należy cerkiew Ikony Matki Bożej „Znak” w Petersburgu (1906–1907) wybudowana według projektu Dmitrija Kryżanowskiego z własną kotłownią, parowym systemem ogrzewania ścian i wentylacją. Do kolejnych należały projekty Ilji Bondarenki, np. cerkiew na Małym Gawrikowie w Moskwie (1911).
Po upadku komunizmu w 1991 roku nastąpiło odrodzenie się stylu neorosyjskiego. Odbudowano wiele zniszczonych obiektów, m.in. sobór Chrystusa Zbawiciela w Moskwie (1990–2000) i Wielkiego Złatousta w Jekaterynburgu (2006–2013). Wybudowano nowy sobór Zwiastowania w Woroneżu (1998–2009), sobór św. Trójcy w Magadanie (2001–2008) i sobór Przemienienia Pańskiego w Chabarowsku (2001–2004). Pojawiło się także kilka przykładów zmodernizowanego stylu rosyjskiego, np. cerkiew św. Jerzego w Dorogomiłowie (1994–1995), cerkiew św. Pantelejmona w Rostowie nad Donem (1996–1997), cerkiew św. Piotra w Petersburgu (2005–2010), czasownia św. Aleksandra Newskiego w Korolowie (1998–1999) i sobór Chrystusa Zbawiciela w Królewcu (2004–2006).

### Neorosyjska architektura świecka
W okresie od lat 30. XIX wieku do lat 20. XX wieku pojawiły się często monumentalne i funkcjonalne budynki świeckie w stylu neorosyjskim. Do najstarszych należały Wielki Pałac (1838–1849) i zbrojownia kremla moskiewskiego (1849–1851) zaprojektowane przez Thona. Architekt wykorzystał w swych projektach elementy istniejących, przedbarokowych pałaców w dawnym stylu rosyjskim, łącząc je z architekturą klasycystyczną.
Pod koniec lat 60. XIX wieku Wiktor Hartmann i Iwan Ropet rozpoczęli projektowanie kolejnych budowli neorosyjskich znacznie bardziej odwołujących się do autentycznych wzorów rosyjskiej architektury przedbarokowej i budownictwa ludowego. W 1872 roku wybudowano Typografię Mamontowa i Teatr Narodowy na Placu Warwarinskim w Moskwie, które stały się wzorami dla kolejnych budynków. W 1875 roku rozpoczęto budowę Państwowego Muzeum Historycznego w Moskwie i Muzeum Politechnicznego w Moskwie nawiązujących do XVI-wiecznej moskiewskiej architektury.
Następnymi ważnymi obiektami były: Teatr Korsza w Moskwie (1882), Teatr Paradies w Moskwie (1885), Teatr Dramatyczny w Samarze (1888), elektrostacja „Nowy Maneż” w Moskwie (1888), moskiewska Duma Miejska (1890–1892), dworzec kolejowy we Władywostoku (1891–1893), Targi w Niżnym Nowogrodzie (1893–1896), Wierchnije Torgowyje Riady z zastosowaną inżynierią strukturalną (1893). Wiele obiektów nosiło cechy eklektyczne. Za najbardziej „czysty” przykład stylu neorosyjskiego w architekturze świeckiej uważany jest dom Igumnowa w Moskwie (1888–1895).
Na początku XX wieku dochodzi do splotu stylu neorosyjskiego z modernizmem i retrospektywizmem, np. Dworzec Jarosławowski w Moskwie (1902) i dom przy ulicy Plutałowej 2 w Petersburgu (1911–1913). Styl neorosyjski w budownictwie świeckim przestał być szerzej stosowany w latach 20. XX wieku. Do rzadkich przykładów nawiązań do stylu neorosyjskiego w okresie radzieckim należy kawiarnia „Łabędź” na terenie WWC z połowy lat 50. Po 1991 roku zaczęto ponownie realizować projekty w stylu neorosyjskim, np. kreml izmajłowski w Moskwie (1998–2007).

### Neorosyjska architektura drewniana
Przedbarokowa architektura rosyjska znajdowała się do XVII wieku pod silnym wpływem sztuki ludowej, z której zaczerpnięto wiele tradycyjnych motywów: specyficzne dachy namiotowe, kokoszniki, rosyjskie dachy hełmowe i sześcianowe. Przykładem architektury świeckiej tego okresu jest drewniany pałac carski w Kołomienskoje (1667–1672). Drewniane budynki rosyjskiej arystokracji, nawiązujące do architektury ludowej znane są także z XVIII wieku, np. dom Piotra I pod Archangielskiem z 1702 roku. W 1815 roku rosyjsko-włoski architekt Carlo Rossi zaprojektował dla carycy Elżbiety typowo rosyjską wieś do parku w Pawłowsku. W latach 1826–1827 zostało na zlecenie Fryderyka Wilhelma III wybudowane rosyjskie osiedle Alexandrowka w Poczdamie. Osiedle w formie hipodromu z krzyżem świętego Andrzeja zostało zaprojektowane przez Petera Josepha Lennégo, a wybudowane przez Johanna Georga Morscha Starszego. Plany poszczególnych domów Alexandrowki bazowały na rysunkach Carla Rossiego, który podarował swoje szkice pruskiemu królowi podczas wizyty u carycy w 1818 roku. W 1853 roku został na zamówienie cara Mikołaja I wybudowany we wsi Nizino pod Peterhofem „wzorcowy” wiejski, drewniany dom rosyjski. W 1856 roku Nikołaj Nikitin zaprojektował w duchu słowianofilstwa malutką Izbę Pogodinską na Dziewiczym Polu.
Wznoszenie wiejskich budynków ze specjalnie podkreślanymi elementami ludowymi w pierwszej połowie XIX wieku wynikało z trendów sentymentalnych, romantycznych i poczucia wyjątkowości rosyjskiej architektury ludowej. Projekty te stały się źródłem inspiracji dla kolejnych, niekiedy bardzo okazałych drewnianych: izb, dacz, bani, siedzib (ros. usadba), dworków (ros. osobnjak), pałaców i dworów (ros. dworiec). Ważnymi zabytkami, które miały wpływ na rozwój stylu są: dworek braci Stiepanowych w Czelabińsku z około 1865 roku zainspirowany uralskim budownictwem ludowym, bania „Teremok” (1872–1878) i studio-pracownia w Abramcewie (1873–1877), dom Sazanowa w Ostaszewie (1897) i izba „Teremok” we Fljonowie (1901). Budownictwo tego typu uległo z czasem wpływom modernizmu (np. dworek Szorina w Gorochowcu z początku XX wieku) i eklektyzmu, np. dacza Marii Kleinmichel na Wyspie Kamiennej (1908–1911) i dacza Pawła Baszenina w Sarapule (1909) z elementami neogotyku. Do rzadkich, zachowanych przykładów małej architektury neorosyjskiej w Polsce należy Dworek Gubernatora Grodzieńskiego (1845, neorosyjska przebudowa nastąpiła później) w parku pałacowym w Białowieży.
Do architektów inspirujących się folklorem i stosujących nowe, niestandardowe formy należeli Wiktor Hartmann i Iwan Ropet. Zapoczątkowany przez nich fantazyjny styl bywa nazywany „baśniowym”. Położyli oni podwaliny pod rosyjską architekturę pawilonów wystawienniczych, carskich stacji koronacyjnych, przystanków, kiosków itp. W XX wieku kontynuatorami tej tradycji stali się Fiodor Schechtel i Ilja Gołosow.

## Styl neobizantyński
Rosyjskie budownictwo neobizantyjskie pojawiło się wraz z obecnością Rosjan na Bałkanach i Kaukazie na przełomie lat 40. i 50. XIX wieku, inspiracją miejscową sztuką i zabytkami bizantyjskimi, w tym Hagią Sophią. Najstarszym, odosobnionym przykładem nawiązań do architektury bizantyńskiej połączonej z klasycyzmem jest sobór Mądrości Bożej w Carskim Siole (1780–1788). Od lat 20. XIX wieku pewne cechy bizantyjskie wykazują również staroruskie formy w stylu neorosyjskim. W przeciwieństwie do stylu neorosyjskiego, styl neobizantyjski był rozwijany również w pozostałych krajach prawosławnych, krajach niemieckich, Palestynie, Anglii, USA i innych.
Architektura neobizantyńska była rozwijana w wielu odmianach i regionach Rosji, w szczególności na południu Cesarstwa. Do pionierów architektury neobizantyjskiej należeli m.in. Grigorij Gagarin, Dawid Grimm, Wasilij Kosjakow, Roman Kuźmin. Najstarsze przykłady stylu neobizantyjskiego stanowią kolejno: sobór Wniebowstąpienia Pańskiego w Ałagirze (1851), sobór. św. Włodzimierza w Sewastopolu (1854–1888), sobór św. Włodzimierza w Chersonezie (1858–1891), sobór Trójcy Świętej w Jerozolimie (1860) i niezachowana cerkiew św. Dymitra z Sołunia w Petersburgu (1861–1865). W latach 1862–1882 z okazji 900. rocznicy chrztu Rusi wybudowano sobór św. Włodzimierza w Kijowie. W prace nad soborem byli zaangażowani najprzedniejsi ówcześni artyści rosyjscy (m.in. Aleksandr Beretti, Wiktor Wasniecow, Michaił Wrubel, Michaił Niestierow). Niezachowany sobór wojskowy Aleksandra Newskiego w Tbilisi (1871–1897) stał się wzorem przemysłowym dla następnych neobizantyjskich soborów rosyjskich, zanim został jeszcze ukończony. Ostateczny wariant proporcji świątyń neobizantyjskich został ustalony w projekcie cerkwi Ikony Matki Bożej „Miłująca” w Petersburgu (1887–1898). Do budowli najbardziej odbiegających od panujących standardów należą monumentalny sobór Zwiastowania w Charkowie (1888–1901) i sobór św. Piotra i Pawła w Kownie z kolumnami korynckimi (1891–1895). Do najokazalszych świątyń Królestwa Polskiego należała niezachowana cerkiew św. Mikołaja we Włocławku (1902–1906).
Od początku XX wieku styl neobizantyński zaczął być łączony z elementami modernizmu, np. w soborze św. Mikołaja w Kronsztadzie (1903–1913). Wpływ modernizmu był szczególnie widoczny w projektach Fiodora Schechela, Siergieja Sołowjowa i Ilji Bondarenki. Pojawiły się próby połączenia stylu neobizantyjskiego z neoklasycyzmem (projekty Władimira Adamowicza), neoromanizmem lub stylem neomauretańskim, np. Wielka Synagoga Chóralna w Petersburgu (1883–1893) oraz Teatr Cesarski w Tbilisi (1896).
Do rzadkich przykładów architektury świeckiej należą np. niezachowana dolna dacza w Peterhofie (1883–1897), dom mieszkalny dworu konstantynopolitańskiego (1883) i przytułek braci Bojewych w Moskwie (lata 90. XIX wieku). Po 1917 roku styl neobizantyjski był rozwijany przez diasporę i emigrację rosyjską. Po 1991 roku doszło do odrodzenia się stylu w Rosji i powstania szeregu nowych obiektów cerkiewnych.

## Retrospektywizm
Retrospektywizm w szerszym znaczeniu obejmował szereg rewizjonistycznych tendencji w sztuce rosyjskiej w latach 1900–1917, polegających na projektowaniu funkcjonalnych budynków, grafiki użytkowej itd. z użyciem nowoczesnych wówczas technologii i wyrazistych, czystych form sztuki minionych epok. Do głównych przedstawicieli retrospektywizmu w architekturze należeli propagatorzy architektury staroruskiej (Aleksiej Szczusiew, Siergiej Sołowjow, Ilja Bondarenko), włoskiej sztuki renesansowej (Andriej Biełogrud, Iwan Żołtowski, Marian Peretjakowicz, Marian Lalewicz, Władimir Szczuko), późnego baroku (Aleksandr Dmitriew, Lew Iljin, Nikołaj Lanceray) i przede wszystkim klasycyzmu (Jewgraf Wortyłow, Władimir Pokrowski, Stepan Kriczinski, Andriej Aplaksin, Iwan Żołtowski, Władimir Szczuko, Iwan Fomin).
Retrospektywizm w ścisłym znaczeniu oznaczał nową falę neoklasycyzmu rosyjskiego na początku XX wieku. Neoklasycyzm jako jedyny nurt retrospektywizmu był rozwijany również po rewolucji w 1917 roku i ewoluował w kierunku monumentalnej architektury komunistycznej, bliskiej empire. Wielu spośród klasycystów zostało czołowymi przedstawicielami oficjalnej sztuki radzieckiej. Do głównych przykładów retrospektywizmu klasycystycznego należą liczne domy mieszkalne i towarowe Petersburga i Moskwy (lata 1900–1930), Pałac Popowcewa na Wyspie Kamiennej (1911–1912), siedziba dyrekcji Kolei Świerdłowskiej (1925).
Retrospektywizm renesansowy reprezentuje m.in. dom Tarasowa w Moskwie (1912), a retrospektywizm barokowy czasownia przy Soborze Sampsonowskim w Petersburgu (1909) i Miejski Dom Uczelniany Aleksandra Dmitriewa w Petersburgu (1910–1912).
Retrospektywizm staroruski wywodził się wprost ze stylu neorosyjskiego. W przeciwieństwie do architektów neorosyjskich retrospektywiści przywiązywali większą wagę do posługiwania się wyrazistymi, autentycznymi wzorami dawnej architektury rosyjskiej i nie wahali się korzystać ze zdobyczy modernizmu. Do najważniejszych budynków zaliczane są m.in. budynek Banku Państwowego w Niżnym Nowogrodzie (1910–1912) i Dworzec Kazański w Moskwie (1913–1940).